# Finnország miniszterelnökeinek listája
Finnország miniszterelnöke (finn pääministeri, svéd statsminister) a finn kormány feje. A miniszterelnököt a finn elnök jelöli ki, aki az állam feje.
| Periódus               | Miniszterelnök             | Született/Elhunyt | Párt                        |
| ---------------------- | -------------------------- | ----------------- | --------------------------- |
| 2023–                  | Petteri Orpo               | 1969–             | Nemzeti Koalíció            |
| 2019–2023              | Sanna Marin                | 1985–             | Finn Szociáldemokrata Párt  |
| 2019                   | Antti Rinne                | 1962–             | Finn Szociáldemokrata Párt  |
| 2015–2019              | Juha Sipilä                | 1961-             | Centrumpárt                 |
| 2014–2015              | Alexander Stubb            | 1968–             | Nemzeti Koalíció            |
| 2011–2014              | Jyrki Katainen             | 1971–             | Nemzeti Koalíció            |
| 2010–2011              | Mari Kiviniemi             | 1968–             | Centrumpárt                 |
| 2003–2010              | Matti Vanhanen             | 1955–             | Centrumpárt                 |
| 2003                   | Anneli Jäätteenmäki        | 1955–             | Centrumpárt                 |
| 1995–2003              | Paavo Lipponen             | 1941–             | Finn Szociáldemokrata Párt  |
| 1991–1995              | Esko Aho                   | 1954–             | Centrumpárt                 |
| 1987–1991              | Harri Holkeri              | 1937–2011         | Nemzeti Koalíció            |
| 1982–1987 (harmadszor) | Kalevi Sorsa               | 1930–2004         | Finn Szociáldemokrata Párt  |
| 1979–1982 (másodszor)  | Mauno Koivisto             | 1923–2017         | Finn Szociáldemokrata Párt  |
| 1977–1979 (másodszor)  | Kalevi Sorsa               | 1930–2004         | Finn Szociáldemokrata Párt  |
| 1975–1977 (másodszor)  | Martti Miettunen           | 1907–2002         | Centrumpárt                 |
| 1975                   | Keijo Liinamaa             | 1929–1980         | nincs (ügyvivő kabinet)     |
| 1972–1975              | Kalevi Sorsa               | 1930–2004         | Finn Szociáldemokrata Párt  |
| 1972 (másodszor)       | Rafael Paasio              | 1903–1980         | Finn Szociáldemokrata Párt  |
| 1971–1972 (másodszor)  | Teuvo Aura                 | 1912–1999         | nincs (ügyvivő kabinet)     |
| 1970–1971 (másodszor)  | Ahti Karjalainen           | 1923–1990         | Centrumpárt                 |
| 1970                   | Teuvo Aura                 | 1912–1999         | nincs (ügyvivő kabinet)     |
| 1968–1970              | Mauno Koivisto             | 1923–2017         | Finn Szociáldemokrata Párt  |
| 1966–1968              | Rafael Paasio              | 1903–1980         | Finn Szociáldemokrata Párt  |
| 1964–1966              | Johannes Virolainen        | 1914–2000         | Centrumpárt                 |
| 1963–1964              | Reino Ragnar Lehto         | 1898–1966         | nincs (ügyvivő kabinet)     |
| 1962–1963              | Ahti Karjalainen           | 1923–1990         | Centrumpárt                 |
| 1961–1962              | Martti Miettunen           | 1907–2002         | Centrumpárt                 |
| 1959–1961 (másodszor)  | Vieno Johannes Sukselainen | 1906–1995         | Centrumpárt                 |
| 1958–1959 (harmadszor) | Karl-August Fagerholm      | 1901–1984         | Finn Szociáldemokrata Párt  |
| 1958                   | Reino Kuuskoski            | 1907–1965         | nincs (egyvivő kabinet)     |
| 1957–1958              | Rainer von Fieandt         | 1890–1972         | nincs (ügyvivő kabinat)     |
| 1957                   | Vieno Johannes Sukselainen | 1906–1995         | Centrumpárt                 |
| 1956–1957 (másodszor)  | Karl-August Fagerholm      | 1901–1984         | Finn Szociáldemokrata Párt  |
| 1954–1956 (másodszor)  | Urho Kekkonen              | 1900–1986         | Centrumpárt                 |
| 1954                   | Ralf Törngren              | 1899–1961         | Finnországi Svéd Néppárt    |
| 1953–1954              | Sakari Tuomioja            | 1911–1964         | none (caretaker cabinet)    |
| 1950–1953              | Urho Kekkonen              | 1900–1986         | Centrumpárt                 |
| 1948–1950              | Karl-August Fagerholm      | 1901–1984         | Finn Szociáldemokrata Párt  |
| 1946–1948              | Mauno Pekkala              | 1890–1952         | Finn Népi Demokratikus Liga |
| 1944–1946 (másodszor)  | Juho Kusti Paasikivi       | 1870–1956         | Nemzeti Koalíció            |
| 1944                   | Urho Castrén               | 1886–1965         | Nemzeti Koalíció            |
| 1944                   | Antti Hackzell             | 1881–1946         | Nemzeti Koalíció            |
| 1943–1944              | Edwin Linkomies            | 1894–1963         | Nemzeti Koalíció            |
| 1941–1943              | Johan Wilhelm Rangell      | 1894–1982         | Nemzeti Koalíció            |
| 1939–1941              | Risto Ryti                 | 1889–1956         | Nemzeti Koalíció            |
| 1937–1939 (harmadszor) | Aimo Cajander              | 1879–1943         | Nemzeti Koalíció            |
| 1936–1937 (negyedszer) | Kyösti Kallio              | 1873–1940         | Centrumpárt                 |
| 1932–1936              | Toivo Mikael Kivimäki      | 1886–1968         | Nemzeti Progresszív Párt    |
| 1931–1932 (másodszor)  | Juho Sunila                | 1875–1936         | Centrumpárt                 |
| 1930–1931 (másodszor)  | Pehr Evind Svinhufvud      | 1861–1944         | Nemzeti Koalíció            |
| 1929–1930 (harmadszor) | Kyösti Kallio              | 1873–1940         | Centrumpárt                 |
| 1928–1929              | Oskari Mantere             | 1874–1942         | Nemzeti Koalíció            |
| 1927–1928              | Juho Sunila                | 1875–1936         | Centrumpárt                 |
| 1926–1927              | Väinö Tanner               | 1881–1966         | Finn Szociáldemokrata Párt  |
| 1925–1926 (másodszor)  | Kyösti Kallio              | 1873–1940         | Centrumpárt                 |
| 1925                   | Antti Tulenheimo           | 1879–1952         | Nemzeti Koalíció            |
| 1924–1925 (másodszor)  | Lauri Ingman               | 1868–1934         | Nemzeti Koalíció            |
| 1924 (másodszor)       | Aimo Cajander              | 1879–1943         | nincs (ügyvivő kabinet)     |
| 1922–1924              | Kyösti Kallio              | 1873–1940         | Centrumpárt                 |
| 1922                   | Aimo Cajander              | 1879–1943         | nincs (ügyvivő kabinet)     |
| 1921–1922 (másodszor)  | Juho Vennola               | 1872–1938         | Nemzeti Progresszív Párt    |
| 1920–1921              | Rafael Erich               | 1879–1946         | Nemzeti Koalíció            |
| 1919–1920              | Juho Vennola               | 1872–1938         | Nemzeti Progresszív Párt    |
| 1919                   | Kaarlo Castrén             | 1860–1938         | Nemzeti Progresszív Párt    |
| 1918–1919              | Lauri Ingman               | 1868–1934         | Nemzeti Koalíció            |
| 1918                   | Juho Kusti Paasikivi       | 1870–1956         | Finn Párt                   |
| 1917–1918              | Pehr Evind Svinhufvud      | 1861–1944         | Nemzeti Koalíció            |